# Albert S. D'Agostino
Albert S. D'Agostino est un directeur artistique américain, né le 27 décembre 1892 à New York et mort le 14 mars 1970 à Los Angeles.

## Biographie
Albert S. D'Agostino fut nommé à cinq reprises aux Oscars dans la catégorie « Meilleur directeur artistique ». Il a travaillé sur 339 films entre 1921 et 1959.

## Filmographie

### Directeur artistique

#### Années 1920
- 1921 : Salvation Nell (en)
- 1928 : Ramona (crédité Al D'Agostino)
- 1929 : Elle s'en va-t-en guerre (She Goes to War) (crédité Al D'Agostino)

#### Années 1930
- 1930 : Today
- 1933 : Le Long des quais (I Cover the Waterfront) de James Cruze
- 1933 : La Boule rouge (Blood Money) (crédité Al D'Agostine)
- 1934 : Palooka de Benjamin Stoloff (crédité Albert D'Agostino)
- 1934 : Finishing School (crédité Al D'Agostino)
- 1934 : Murder on the Blackboard (crédité Al D'Agostino)
- 1934 : Romance in the Rain
- 1934 : Great Expectations
- 1934 : Strange Wives de Richard Thorpe
- 1934 : The Man Who Reclaimed His Head
- 1935 : The Mystery of Edwin Drood
- 1935 : Princess O'Hara
- 1935 : Le Monstre de Londres (Werewolf of London)
- 1935 : Le Corbeau (The Raven)
- 1935 : She Gets Her Man
- 1935 : Cinquante mille dollars morte ou vive (Three Kids and a Queen) d'Edward Ludwig
- 1936 : L'Île des rayons de la mort (The Fighting Marines) (non crédité)
- 1936 : Le Rayon invisible (The Invisible Ray)
- 1936 : Don't Get Personal
- 1936 : L'Or maudit (Sutter's Gold)
- 1936 : Ce que femme veut (Love Before Breakfast) de Walter Lang
- 1936 : La Fille de Dracula (Dracula's Daughter)
- 1936 : Parole !
- 1936 : Le Billet fatal (Two in a Crowd)
- 1936 : La Brute magnifique (Magnificent Brute)
- 1937 : Sa dernière carte (Her Husband Lies) d'Edward Ludwig (crédité Albert D'Agostino)
- 1938 : The Great Gambini
- 1938 : She Asked for It
- 1938 : Le Professeur Schnock (Professor Beware) (crédité Al D'Agostino)
- 1938 : The Gladiator (crédité Albert D'Agostino)
- 1938 : Annabel Takes a Tour (crédité Albert D'Agostino)
- 1939 : Boy Slaves de P. J. Wolfson

#### Années 1940
- 1941 : Joies matrimoniales (Mr. & Mrs. Smith) (non crédité)
- 1941 : Unexpected Uncle (crédité Albert D'Agostino)
- 1941 : Playmates (crédité Albert D'Agostino)
- 1942 : Tamara de Tahiti (The Tuttles of Tahiti)
- 1942 : A Date with the Falcon (crédité Albert D'Agostino)
- 1942 : Jeanne de Paris (Joan of Paris)
- 1942 : Four Jacks and a Jill (en) (crédité Albert D'Agostino)
- 1942 : À nous la marine
- 1942 : Obliging Young Lady (crédité Albert D'Agostino)
- 1942 : La Vallée du soleil
- 1942 : Riding the Wind (crédité Albert D'Agostino)
- 1942 : Sing Your Worries Away
- 1942 : Mexican Spitfire at Sea
- 1942 : Land of the Open Range
- 1942 : Tamara de Tahiti (The Tuttles of Tahiti) de Charles Vidor
- 1942 : La Fièvre du jazz (Syncopation) de William Dieterle
- 1942 : Mon espion favori (My Favorite Spy) de Tay Garnett
- 1942 : The Falcon Takes Over
- 1942 : Come on Danger (crédité Al D'Agostino)
- 1942 : Powder Town
- 1942 : Au coin de la Quarante-Quatrième rue (The Mayor of 44th Street)
- 1942 : Mexican Spitfire Sees a Ghost
- 1942 : La Splendeur des Amberson (The Magnificent Ambersons)
- 1942 : Thundering Hoofs
- 1942 : La Poupée brisée (The Big Street)
- 1942 : Mexican Spitfire's Elephant
- 1942 : Bandit Ranger
- 1942 : The Falcon's Brother
- 1942 : Highways by Night (en)
- 1942 : Here We Go Again
- 1942 : Army Surgeon
- 1942 : La marine triomphe (The Navy Comes Through) (crédité Albert D'Agostino)
- 1942 : Lune de miel mouvementée (Once Upon a Honeymoon)
- 1942 : Seven Days' Leave
- 1942 : Forçats contre espions (Seven Miles from Alcatraz)
- 1942 : Pirates of the Prairie
- 1942 : Robin des Bois cow-boy (Red River Robin Hood)
- 1942 : La Féline (Cat People)
- 1942 : The Great Gildersleeve
- 1943 : Les Enfants d'Hitler (Hitler's Children)
- 1943 : Voyage au pays de la peur (Journey Into Fear)
- 1943 : Et la vie recommence (Forever and a Day) (non crédité)
- 1943 : Fighting Frontier
- 1943 : Perdue sous les tropiques (Flight for Freedom)
- 1943 : Ladies' Day (en) de Leslie Goodwins
- 1943 : Le Faucon pris au piège (The Falcon Strikes Back) d'Edward Dmytryk
- 1943 : Sagebrush Law
- 1943 : Vaudou (I Walked with a Zombie)
- 1943 : Vivre libre (This Land is Mine)
- 1943 : L'Homme-léopard (The Leopard Man)
- 1943 : Gildersleeve's Bad Day (en) de Gordon Douglas
- 1943 : Bombardier
- 1943 : The Avenging Rider (en) de Sam Nelson : (crédité Al D'Agostino)
- 1943 : Mr. Lucky
- 1943 : L'Aventure inoubliable (The Sky's the Limit)
- 1943 : The Falcon in Danger
- 1943 : Petticoat Larceny
- 1943 : Mexican Spitfire's Blessed Event (en)
- 1943 : Face au soleil levant (Behind the Rising Sun)
- 1943 : Nid d'espions (The Fallen Sparrow)
- 1943 : La Fille et son cow-boy (A Lady Takes a Chance)
- 1943 : La Septième Victime (The Seventh Victim)
- 1943 : The Adventures of a Rookie
- 1943 : The Iron Major (en)
- 1943 : Gildersleeve on Broadway
- 1943 : Gangway for Tomorrow (en)
- 1943 : L'Exubérante Smoky (Government Girl)
- 1943 : The Falcon and the Co-eds
- 1943 : La Musique en folie (Around the World) d'Allan Dwan
- 1943 : Le Vaisseau fantôme (The Ghost Ship)
- 1943 : Tender Comrade
- 1943 : Rookies in Burma
- 1943 : Amour et Swing (Higher and Higher)
- 1944 : Mademoiselle Fifi
- 1944 : Passport to Destiny
- 1944 : Intrigue à Damas (Action in Arabia) de Léonide Moguy
- 1944 : La Malédiction des hommes-chats (The Curse of the Cat People)
- 1944 : The Falcon Out West
- 1944 : Seven Days Ashore
- 1944 : Quatre du music-hall (en) (Show Business)
- 1944 : A Night of Adventure (en) (crédité Albert D'Agostino)
- 1944 : Jours de gloire (Days of Glory)
- 1944 : Marine Raiders
- 1944 : Gildersleeve's Ghost
- 1944 : Dansons gaiement (Step Lively)
- 1944 : Bride by Mistake (en)
- 1944 : The Falcon in Mexico
- 1944 : Youth Runs Wild
- 1944 : The Master Race
- 1944 : Mon ami le loup (My Pal Wolf) d'Alfred L. Werker
- 1944 : Sérénade américaine (Music in Manhattan)
- 1944 : Rien qu'un cœur solitaire (None but the Lonely Heart)
- 1944 : Heavenly Days
- 1944 : Girl Rush
- 1944 : The Falcon in Hollywood
- 1944 : Adieu, ma belle (Murder, My Sweet)
- 1944 : Angoisse (Experiment Perilous)
- 1944 : Nevada
- 1945 : What a Blonde
- 1945 : Le Cottage enchanté (The Enchanted Cottage)
- 1945 : Trahison japonaise (Betrayal from the East)
- 1945 : Pan-Americana
- 1945 : Having Wonderful Crime
- 1945 : Two O'Clock Courage
- 1945 : China Sky
- 1945 : Zombies on Broadway
- 1945 : Le Charme de l'amour (Those Endearing Young Charms)
- 1945 : The Brighton Strangler
- 1945 : Le Récupérateur de cadavres (The Body Snatcher) de Robert Wise
- 1945 : Retour aux Philippines (Back to Bataan)
- 1945 : Wanderer of the Wasteland
- 1945 : The Falcon in San Francisco (en)
- 1945 : Radio Stars on Parade
- 1945 : Mama Loves Papa (en)
- 1945 : West of the Pecos
- 1945 : L'Île des morts (Isle of the Dead)
- 1945 : Le Premier Américain à Tokyo (First Yank into Tokyo)
- 1945 : Ah, quel scandale ! (George White's Scandals) de Felix E. Feist
- 1945 : Johnny Angel
- 1945 : Pavillon noir (The Spanish Main)
- 1945 : Sing Your Way Home
- 1945 : Man Alive (en)
- 1945 : Un jeu de mort (A Game of Death)
- 1945 : Dick Tracy
- 1945 : Les Cloches de Sainte-Marie (The Bells of St. Mary's) (non crédité)
- 1945 : Pris au piège (Cornered)
- 1945 : Deux Mains, la nuit (The Spiral Staircase)
- 1946 : Riverboat Rhythm
- 1946 : From This Day Forward
- 1946 : Une nuit mouvementée (Deadline at Dawn)
- 1946 : La Ville des sans-loi (Badman's Territory)
- 1946 : Qui veut la peau du Faucon? (en) (The Falcon's Alibi) de Ray McCarey
- 1946 : Ding Dong Williams
- 1946 : Bedlam
- 1946 : The Truth About Murder
- 1946 : Sans réserve (Without Reservations)
- 1946 : Le Criminel (The Stranger) (non crédité)
- 1946 : Sunset Pass
- 1946 : The Bamboo Blonde
- 1946 : Till the End of Time
- 1946 : Les Enchaînés (Notorious)
- 1946 : Step by Step
- 1946 : Crack-Up
- 1946 : Sister Kenny
- 1946 : Child of Divorce (crédité Albert D'Agostino)
- 1946 : Genius at Work
- 1946 : Lady Luck
- 1946 : Nocturne
- 1946 : Cour criminelle (Criminal Court)
- 1946 : Dick Tracy contre Cueball (Dick Tracy vs. Cueball)
- 1946 : Vacation in Reno
- 1946 : The Falcon's Adventure (en) (crédité Al S. D'Agostino)
- 1946 : San Quentin
- 1947 : Sinbad le marin (Sinbad the Sailor)
- 1947 : Du sang sur la piste
- 1947 : Beat the Band
- 1947 : The Devil Thumbs a Ride
- 1947 : La Loi de l'Arizona
- 1947 : Ma femme est un grand homme (The Farmer's Daughter)
- 1947 : A Likely Story
- 1947 : Né pour tuer (Born to Kill)
- 1947 : Desperate
- 1947 : Mon chien et moi
- 1947 : Sérénade à Mexico (Honeymoon)
- 1947 : Dick Tracy contre La Griffe (Dick Tracy's Dilemma)
- 1947 : La Femme sur la plage (The Woman on the Beach)
- 1947 : Seven Keys to Baldpate
- 1947 : Riffraff
- 1947 : Le Pic de la mort
- 1947 : Ils ne voudront pas me croire (They Won't Believe Me)
- 1947 : Feux croisés (Crossfire)
- 1947 : Deux sœurs vivaient en paix (The Bachelor and the Bobby-Soxer)
- 1947 : Under the Tonto Rim
- 1947 : Dick Tracy contre le gang (Dick Tracy Meets Gruesome)
- 1947 : La Chanson des ténèbres
- 1947 : Wild Horse Mesa
- 1947 : Pendez-moi haut et court ou La Griffe du passé (Out of the Past)
- 1947 : Le deuil sied à Électre (Mourning Becomes Electra)
- 1947 : Taïkoun (Tycoon)
- 1948 : Western Heritage
- 1948 : If You Knew Susie (en)
- 1948 : Tendresse
- 1948 : Le Miracle des cloches (The Miracle of the Bells)
- 1948 : Un million clé en main (Mr. Blandings builds his Dream House)
- 1948 : Berlin Express
- 1948 : Fighting Father Dunne
- 1948 : The Arizona Ranger (en)
- 1948 : Guns of Hate
- 1948 : Far West 89 (Return of the Bad Men) (crédité Albert S. D'Agostino)
- 1948 : Race Street (en)
- 1948 : La Cité de la peur (Station West)
- 1948 : Bodyguard
- 1948 : Rachel and the Stranger
- 1948 : Ciel rouge (Blood on the Moon)
- 1948 : Le Garçon aux cheveux verts (The Boy With Green Hair)
- 1948 : Indian Agent
- 1948 : La Course aux maris (Every Girl Should Be Married), de Don Hartman
- 1948 : Gun Smugglers
- 1949 : Les Amants de la nuit (They Live by Night)
- 1949 : Brothers in the Saddle
- 1949 : Rustlers
- 1949 : Secret de femme (A Woman's Secret)
- 1949 : Nous avons gagné ce soir (The Set-Up)
- 1949 : Un délicieux scandale (Adventure in Baltimore)
- 1949 : Roughshod
- 1949 : Stagecoach Kid
- 1949 : The Judge Steps Out
- 1949 : Le Pigeon d'argile (Clay Pigeon)
- 1949 : L'Assassin sans visage (Follow me Quietly)
- 1949 : Ça commence à Vera Cruz (The Big Steal)
- 1949 : Une incroyable histoire (The Window) (crédité Albert D'Agostino)
- 1949 : Masked Raiders
- 1949 : The Mysterious Desperado
- 1949 : Strange Bargain
- 1949 : La Grève des dockers (The Woman on Pier 13)
- 1949 : La Vie facile (Easy Living)
- 1949 : Fiancée à vendre (Bride for Sale)
- 1949 : Mariage compliqué (Holiday Affair), de Don Hartman
- 1949 : The Threat
- 1949 : A Dangerous Profession (en)

#### Années 1950
- 1950 : Riders of the Range
- 1950 : Fureur secrète (The Secret Fury)
- 1950 : Dynamite Pass
- 1950 : Storm Over Wyoming
- 1950 : Rider from Tucson
- 1950 : Armored Car Robbery
- 1950 : La Tour blanche
- 1950 : Voyage sans retour (Where Danger Lives)
- 1950 : Border Treasure
- 1950 : Mon cow-boy adoré (Never a Dull Moment)
- 1950 : La Femme aux maléfices (Born to Be Bad) de Nicholas Ray
- 1950 : Bunco Squad (en)
- 1950 : L'Étranger dans la cité (Walk Softly, Stranger)
- 1950 : Rio Grande Patrol
- 1950 : Hunt the Man Down
- 1950 : Gambling House
- 1950 : Double Deal
- 1951 : La Voleuse d'amour (The Company She Keeps)
- 1951 : L'Ambitieuse (Payment on Demand)
- 1951 : Law of the Badlands (crédité Albert D'Agostino)
- 1951 : La Chose d'un autre monde (The Thing from Another World)
- 1951 : Saddle Legion
- 1951 : Mon passé défendu ou Cœurs insondables (My Forbidden Past)
- 1951 : L'Équipage fantôme
- 1951 : Jeu, set et match
- 1951 : Gunplay
- 1951 : Plus fort que la loi (Best of the Badmen)
- 1951 : Les Diables de Guadalcanal (Flying Leathernecks)
- 1951 : Fini de rire (His Kind of Woman)
- 1951 : Pistol Harvest
- 1951 : Roadblock
- 1951 : On the Loose
- 1951 : Symphonie en 6.35 (Behave Yourself !)
- 1951 : The Whip Hand
- 1951 : Hot Lead
- 1951 : La Femme au voile bleu (The Blue Veil)
- 1951 : Les Coulisses de Broadway (Two Tickets to Broadway)
- 1951 : The Racket de John Cromwell
- 1951 : Overland Telegraph
- 1951 : Une veine de... (Double Dynamite)
- 1952 : Scandale à Las Vegas (The Las Vegas Story)
- 1952 : La Maison dans l'ombre (On Dangerous Ground)
- 1952 : Une fille dans chaque port (A Girl in Every Port)
- 1952 : Trail Guide
- 1952 : Les Fils des Mousquetaires (At Sword's Point)
- 1952 : Road Agent (en)
- 1952 : The Pace That Thrills
- 1952 : Target
- 1952 : Le Paradis des mauvais garçons (Macao)
- 1952 : L'Énigme du Chicago Express (The Narrow Margin)
- 1952 : La Peur du scalp
- 1952 : Desert Passage
- 1952 : Le démon s'éveille la nuit (Clash by Night)
- 1952 : La Captive aux yeux clairs (The Big Sky)
- 1952 : Beware, My Lovely
- 1952 : Une minute avant l'heure H (One Minute to Zero) de Tay Garnett
- 1952 : Les Indomptables (The Lusty Men)
- 1952 : Un si doux visage (Angel Face)
- 1952 : Barbe-Noire le pirate (Blackbeard the pirate)
- 1952 : Androclès et le Lion (Androcles and the Lion)
- 1953 : Le Voyage de la peur (The Hitch-Hiker)
- 1953 : Même les assassins tremblent (Split Second)
- 1953 : Commérages
- 1953 : Passion sous les tropiques (Second Chance)
- 1953 : La Nuit sauvage (Devil's Canyon)
- 1953 : French Line (The French Line)
- 1954 : Belle mais dangereuse (She Couldn't Say No)
- 1954 : Mission périlleuse (Dangerous Mission)
- 1954 : Suzanne découche (Susan Slept Here)
- 1955 : La Vénus des mers chaudes (Underwater!)
- 1955 : Le Fils de Sinbad (Son of Sinbad)
- 1956 : Glory
- 1956 : Le Conquérant (The Conqueror)
- 1956 : La VRP de choc (The First Traveling Saleslady)
- 1956 : Les Échappés du néant (Back from Eternity)
- 1956 : Tension à Rock City (Tension at Table Rock)
- 1956 : Le Bébé de Mademoiselle (Bundle of Joy)
- 1957 : Mon père, cet étranger
- 1957 : Un pigeon qui pige (Public Pigeon No. One)
- 1957 : La Bourrasque
- 1957 : La Femme et le Rôdeur (The Unholy Wife)
- 1957 : Le Jugement des flèches (Run of the Arrow)
- 1957 : Chicago Confidential
- 1957 : Les espions s'amusent (Jet Pilot)
- 1958 : Une fille qui promet (The Girl Most Likely)
- 1958 : I Married a Woman
- 1959 : Le Cirque fantastique (The Big Circus) (crédité Albert D'Agostino)

### Équipe artistique
- 1938 : A Man to Remember (en) (directeur artistique adjoint)
- 1938 : Tarnished Angel (en) (directeur artistique adjoint)
- 1938 : The Law West of Tombstone (en) (directeur artistique adjoint)
- 1938 : Ma femme en feu (Next Time I Marry) (directeur artistique adjoint)
- 1939 : Pacific Liner (directeur artistique adjoint)
- 1939 : The Great Man Votes (en) (directeur artistique adjoint)
- 1939 : Twelve Crowded Hours (directeur artistique adjoint)
- 1939 : The Saint Strikes Back (directeur artistique adjoint)
- 1939 : Almost a Gentleman (en) (directeur artistique adjoint)
- 1939 : Panama Lady (directeur artistique adjoint)
- 1939 : The Girl from Mexico (directeur artistique adjoint)
- 1939 : The Girl and the Gambler (en) (directeur artistique adjoint)
- 1939 : Quels seront les cinq ? (Five Came Back) (directeur artistique adjoint)
- 1939 : The Spellbinder (en) (directeur artistique adjoint)
- 1939 : Conspiracy (directeur artistique adjoint)
- 1939 : Three Sons (en) (directeur artistique adjoint)
- 1939 : Le Premier Rebelle (Allegheny Uprising) (directeur artistique adjoint)
- 1939 : Two Thoroughbreds (directeur artistique adjoint)
- 1940 : Mexican Spitfire (en) (directeur artistique adjoint)
- 1940 : Married and in Love (directeur artistique adjoint)
- 1940 : The Saint's Double Trouble (directeur artistique adjoint)
- 1940 : The Marines Fly High (en) (associate art director)
- 1940 : Little Orvie (directeur artistique adjoint)
- 1940 : Millionaire Playboy (directeur artistique adjoint)
- 1940 : Curtain Call (directeur artistique adjoint)
- 1940 : Pop Always Pays (directeur artistique adjoint)
- 1940 : Cross-Country Romance (art associate )
- 1940 : L'Inconnu du troisième étage (Stranger on the Third Floor) de Boris Ingster (directeur artistique adjoint)
- 1940 : Men Against the Sky (en) (directeur artistique adjoint)
- 1940 : I'm Still Alive (directeur artistique adjoint)
- 1940 : Mexican Spitfire Out West (directeur artistique adjoint)
- 1941 : Let's Make Music (directeur artistique adjoint)
- 1941 : Play Girl (directeur artistique adjoint)
- 1941 : Along the Rio Grande (en) d'Edward Killy  (directeur artistique adjoint)
- 1941 : Son patron et son matelot (A Girl, a Guy, and a Gob) (directeur artistique adjoint)
- 1941 : Le Diable s'en mêle (The Devil and Miss Jones) (associate art director)
- 1941 : Repent at Leisure (assistant art director)
- 1941 : Hurry, Charlie, Hurry (directeur artistique adjoint)
- 1941 : Lady Scarface (directeur artistique adjoint)
- 1941 : Papa se marie (Father Takes a Wife) (directeur artistique adjoint)
- 1941 : Weekend for Three (directeur artistique adjoint)
- 1946 : Le Médaillon (The Locket) (art decorator)

### Chef décorateur
- 1933 : Flying Devils
- 1933 : One Man's Journey
- 1933 : Midshipman Jack
- 1933 : Headline Shooter (en)

### Designer
- 1932 : L'Express fantôme (The Phantom Express)
- 1940 : Men with Steel Faces
- 1942 : La Splendeur des Amberson (The Magnificent Ambersons)

## Récompenses et nominations
| Année | Cérémonie | Résultats | Catégorie                          |
| ----- | --------- | --------- | ---------------------------------- |
| 1937  | Oscars    | Nommé     | Meilleur Directeur artistique      |
| 1943  | Oscars    | Nommé     | Meilleur Directeur Artistique -N&B |
| 1944  | Oscars    | Nommé     | Meilleur Directeur Artistique -N&B |
| 1945  | Oscars    | Nommé     | Meilleur Directeur Artistique -N&B |
| 1946  | Oscars    | Nommé     | Meilleur Directeur Artistique -N&B |